# 桑賈克貝伊
桑賈克貝伊（英語：Sanjak-bey）是貝伊（高級官員，通常不是帕夏）的土耳其語官銜，是桑贾克的行政及軍事長官。部分桑賈克貝伊直接向伊斯坦堡負責。